# Thư ký

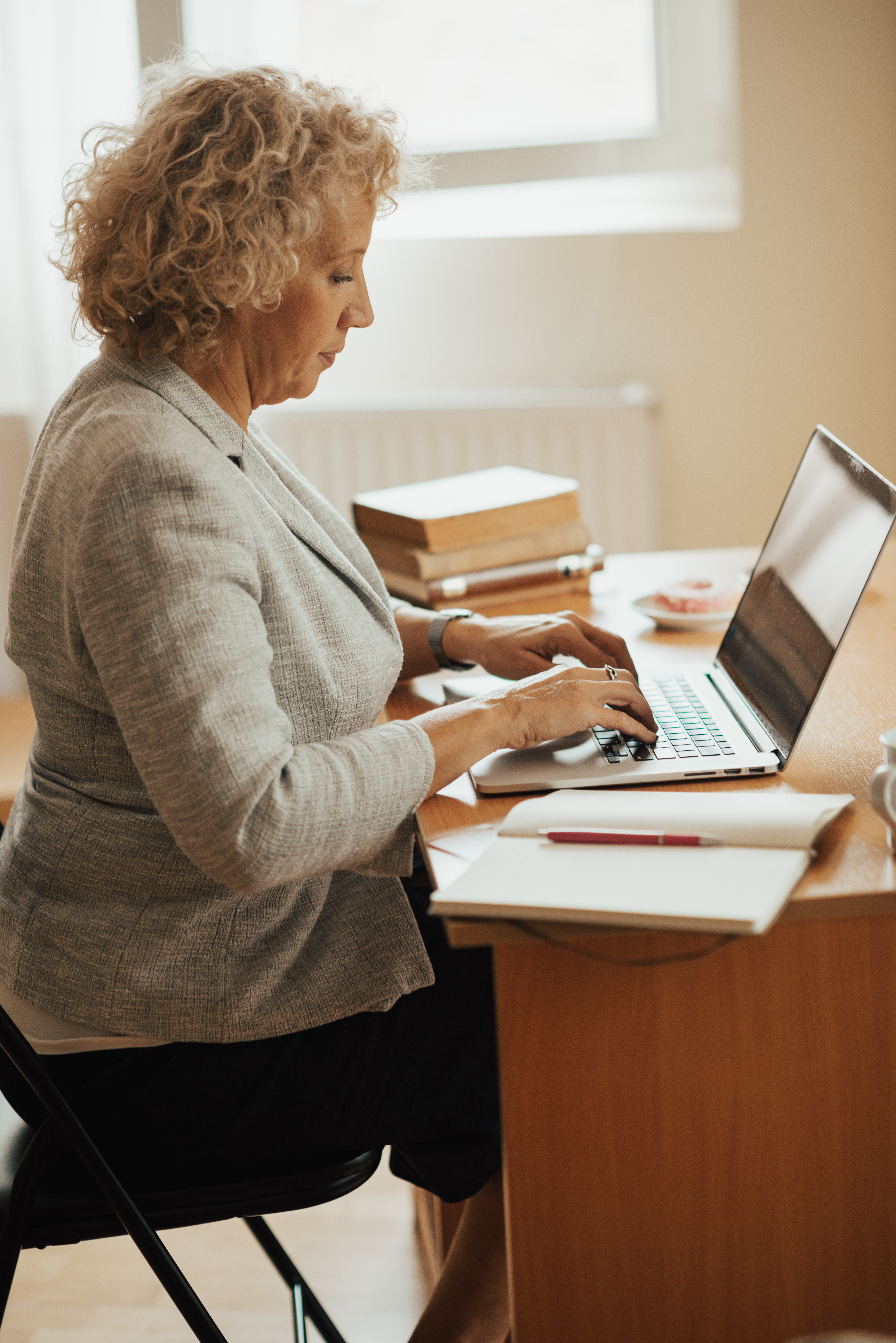
Một bà thư ký đang làm việc

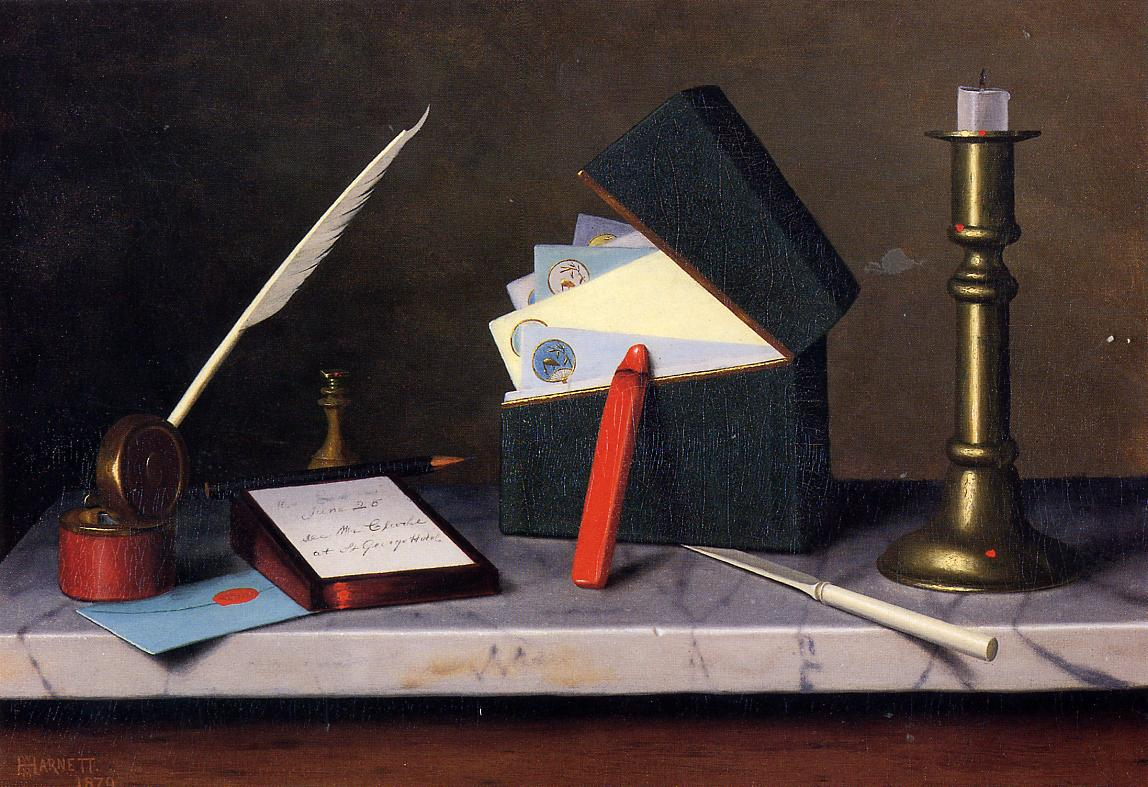
Bàn làm việc của thư ký

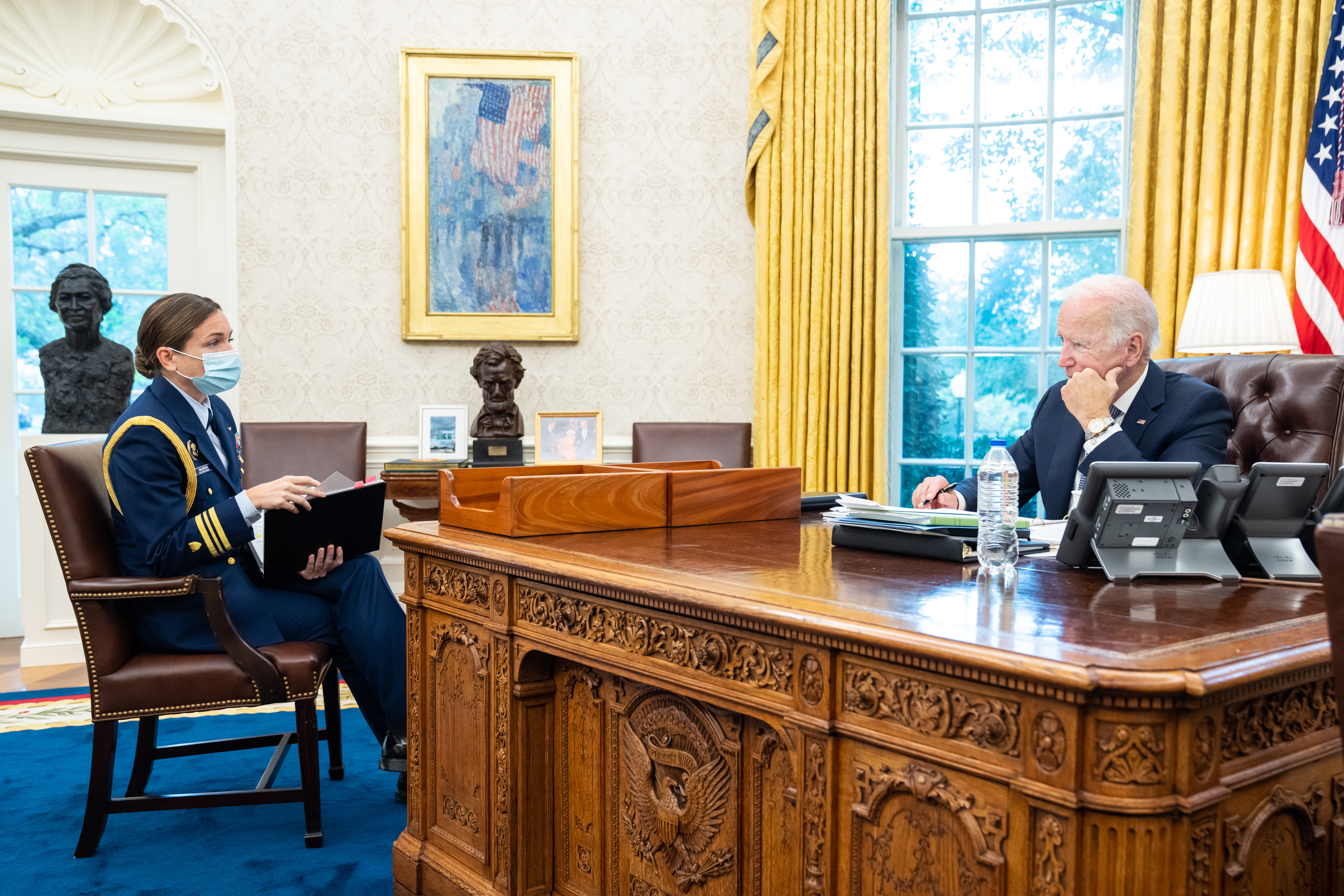
Thư ký của Tổng thống Mỹ

Thư ký là một người chuyên thực hiện các công việc liên quan đến công tác hỗ trợ việc quản lý, điều hành trong văn phòng, thực hiện các công việc liên quan đến giấy tờ, các công việc tạp vụ hành chính, sắp xếp hồ sơ, soạn thảo văn bản, tiếp khách, lên lịch trình, tổ chức cuộc họp, hội nghị, lên kế hoạch cho giám đốc. Thư ký ban đầu chỉ thực hiện các chức năng liên quan đến việc ghi chép biên bản, hay các ý kiến chỉ đạo của người có thẩm quyền hay còn gọi là thư lại (thuật ngữ cổ). Ngày nay, chức năng, nhiệm vụ và công việc của các thư ký đã được mở rộng, khiến thư ký trở thành một nghề phổ biến trong xã hội hiện đại.

## Vai trò
Người thư ký và công việc thư ký đã thay đổi rất nhiều kể từ khi máy tính và các phần mềm hỗ trợ nghiệp vụ văn phòng xuất hiện từ những thập niên 1980. Công việc đánh máy chữ trước đây chiếm rất nhiều khối lượng công việc của thư ký nay đã giảm tương đối nhiều. Ngoài ra thì công việc lưu trữ tài liệu, văn thư và tìm kiếm chiếm mất nhiều thời gian. Hiện nay, với sự trợ giúp của máy tính thì việc lưu trữ và tìm kiếm trở nên dễ dàng hơn. Đối với các doanh nghiệp, từ vai trò quản lý các địa chỉ giao dịch, ngày nay thư ký thành bộ mặt không thể thiếu giữa người chủ doanh nghiệp và môi trường hoạt động của công ty, trong các quan hệ với những người cùng cộng tác, với khách hàng. Một trong các phẩm chất quan trọng của người thư ký ngày nay là biết sử dụng thành thạo một hoặc nhiều ngoại ngữ để tăng khả năng giao tiếp, truyền đạt, tiếp nhận thông tin do bối cảnh toàn cầu hóa. Khả năng ghi chép tốc ký biên bản, tài liệu kỹ năng cần có. Bên cạnh đó yếu tố ngoại hình và gia đình (độc thân) cũng quan trọng, nhất là đối với các nữ thư ký. Trong văn hóa bình dân thì người thư ký thường là đối tượng chịu định kiến nghề nghiệp tiêu cực, theo đó nhân sự thư ký được hình dung là một nữ thư ký riêng có ngoại hình, nhan sắc, chân dài và thường có nhiều lời đồn thổi về những mối quan hệ "không phù hợp" với "sếp" (thường là người tình hoặc "bồ nhí" của sếp).